# Carl August Hegner
Carl August Hegner (auch Karl August Hegner, * 6. Februar 1880 in Lachen SZ; † 23. August 1964 in Luzern) war ein Schweizer Augenarzt und Gründer des Schweizerischen Hilfskomitees für die hungernden Völker.

## Leben

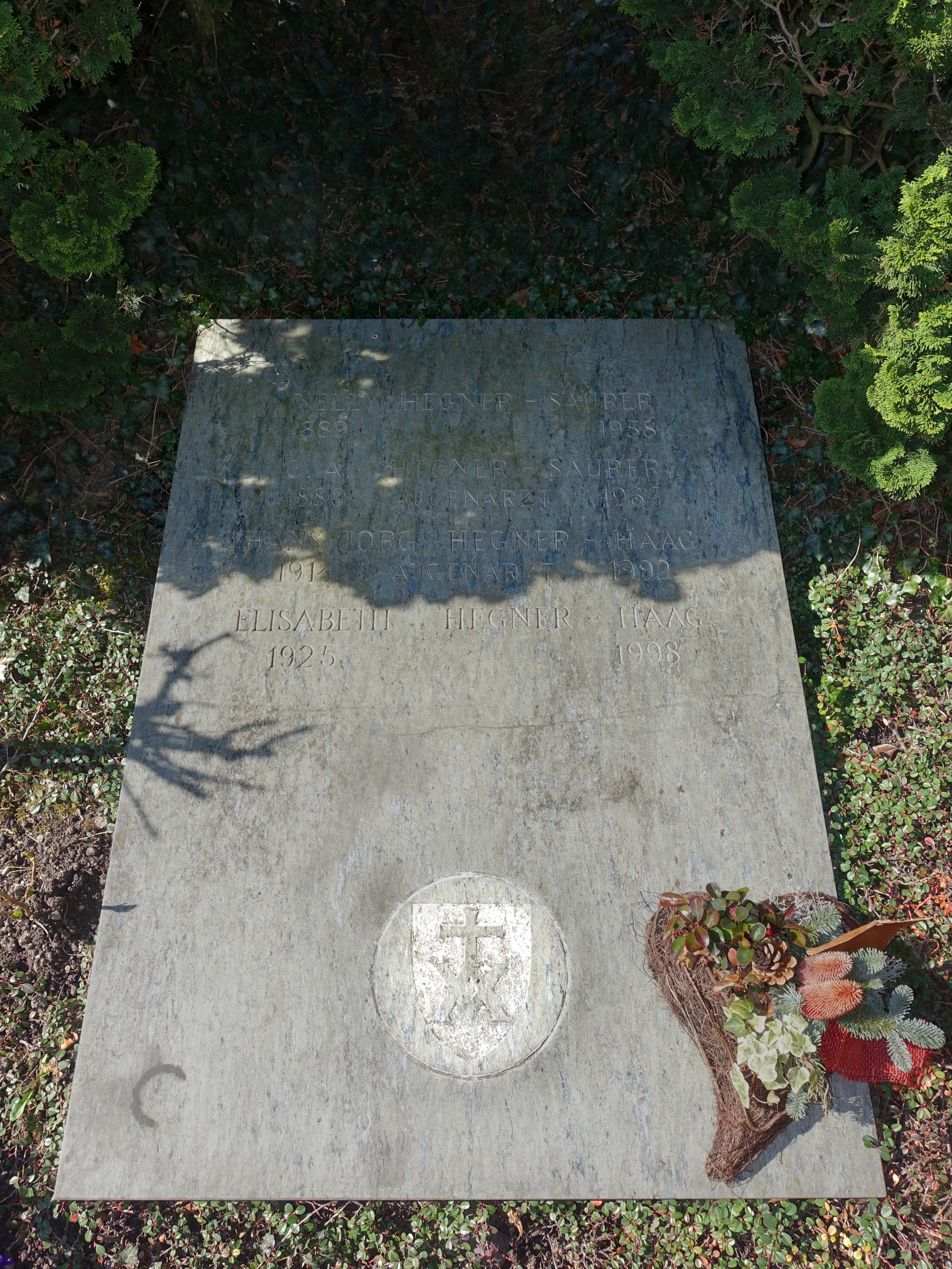
Familiengrab auf dem Friedhof Friedental

Carl August Hegner besuchte die Stiftsschule Einsiedeln und studierte ab 1901 Medizin an der Universität Zürich sowie an den Universitäten in München, Kiel und Berlin. Mit der Dissertation Experimenteller Beitrag zur Frage der Nervenpfropfung im Anschluss an eine klinische Beobachtung von intramediastinaler Rekurrensdurchtrennung durch Pistolenschuss wurde er zum Dr. med. promoviert.
Er wurde 1909 Privatdozent an der Universität Jena und dort 1916 zum außerordentlichen Professor für Augenheilkunde ernannt. Von 1919 bis 1950 war er Chefarzt an der kantonalen Augenklinik Luzern. Er starb am 23. August 1964 in Luzern und wurde auf dem Friedhof Friedental beigesetzt.
Nach dem Ersten Weltkrieg gründete Hegner das Schweizerische Hilfskomitee für die hungernden Völker, das mit Suppenküchen in Innsbruck, Salzburg und Wien mehrere tausend notleidende Menschen verköstigte. Allein in Innsbruck wurden bis zu 4600 Portionen pro Tag ausgegeben. Für dieses Verdienst wurde ihm 1922 die Ehrenbürgerwürde der Stadt Innsbruck verliehen und 1966 die Hegnerstraße im Stadtteil Reichenau nach ihm benannt.
1912 heiratete er Nelly Saurer (1889–1958), eine Tochter von Adolph Saurer. Sein Sohn Hansjörg Hegner folgte ihm als Chefarzt der Luzerner Augenklinik nach.

## Veröffentlichungen
- Zur Verteilung der überwindbaren Höhenfehler im Blickfelde. Habilitationsschrift, Jena 1912.
- Klinische Untersuchungen über die Prognose der intrabulbären Linsenluxationen. In: Beiträge zur Augenheilkunde 9, 707 (1915)
- Über die Perspektive beim ein- und beidäugigen Sehakt. In: Carl Mellinger (Hrsg.): Universitätsaugenklinik und Augenheilanstalt Basel 1864-1914: Zur Erinnerung an ihr 50jähriges Bestehen. Basel 1915, S. 140–148.
- Refraktion, Sehschärfe, Akkommodation und Refraktionsanomalien des Auges. In: Emil Abderhalden (Hrsg.): Methoden zur Untersuchung der Sinnesorgane. Lichtsinn und Auge. Erste Hälfte. Handbuch der biologischen Arbeitsmethoden Teil 5, Band 6. Urban & Schwarzenberg, Berlin/Wien 1924.
- Grundriss der Refraktions- und Brillenlehre für Studierende und Ärzte. Urban & Schwarzenberg, Berlin 1927.
- Ein schwyzerischer Indianerapostel, P. Balthasar Feusi, S. J. Luzern 1941.